# Principe van de kleinste werking

Diagram dat het principe uitbeeldt

In de natuurkunde is het principe van de kleinste werking of nauwkeuriger het principe van stationaire werking een variatieprincipe dat, wanneer toegepast op de actie van een mechanisch systeem, kan worden gebruikt om de bewegingsvergelijkingen voor dat systeem te verkrijgen. Het principe heeft geleid tot de ontwikkeling van de Lagrangiaanse- en Hamiltoniaanse formuleringen van de klassieke mechanica.
Het principe van de kleinste werking neemt nog steeds een centrale plaats in in de moderne natuurkunde. Het wordt onder andere toegepast in de relativiteitstheorie, de kwantummechanica en de kwantumveldentheorie, en is in de Morse-theorie een focus van modern wiskundig onderzoek. Een wiskundige beschrijving kan men vinden in het artikel over actie in de natuurkunde. De belangrijkste voorbeelden zijn het principe van Maupertuis en het principe van Hamilton.

## Historisch overzicht
Het principe van de kleinste werking bestaat al heel lang in de landmeetkunde en de optica. Landmeters in het Oude Egypte spanden met knopen gemarkeerde touwen tussen twee punten om de lengte te meten, die de afstand tussen deze twee punten minimaliseerde en Claudius Ptolemaeus benadrukte in zijn Geographia (Boek 1, Hoofdstuk 2) dat men moest corrigeren voor "afwijkingen van een rechte weg". In het Oude Griekenland stelde Euclides van Alexandrië in zijn Catoptrica dat in het pad van een lichtstraal, die wordt teruggekaatst door een spiegel, de hoek van inval gelijk is aan de hoek van uitval en Hero van Alexandrië toonde later aan dat dit pad tevens de kortste afstand aflegt en de minste tijd kost. Het krediet voor de formulering van het principe van de kleinste werking wordt vaak aan Pierre-Louis Moreau de Maupertuis gegeven, die zowel in 1744 en 1746 over het principe heeft geschreven. Wetenschappelijke studie laat zien dat het niet zo duidelijk is, welke schrijver nu als eerste met het principe van de kleinste werking is gekomen; Leonhard Euler besprak het principe net als Maupertuis ook reeds in 1744. Ten slotte er is nog bewijs dat Gottfried Leibniz zowel Maupertuis als Euler in 1705 39 jaar te vroeg af is geweest.

## Oorsprong, formulering en controverse
In de 17e eeuw postuleerde Pierre de Fermat dat het "licht tussen twee gegeven punten langs het pad reist dat de minste tijd kost". Dit postulaat staat bekend als het principe van de kortste tijd of het principe van Fermat.
De prioriteit voor de formulering van het principe van de kleinste werking wordt vaak aan Pierre Louis Maupertuis toegeschreven, die er in 1744 en 1746 over heeft geschreven, dit hoewel de echte prioriteit, zoals hieronder wordt besproken, minder duidelijk is.
Maupertuis was van mening dat de "Natuur spaarzaam is in al haar acties", en dat de natuur het principe van de kleinste werking breed toepaste: "De wetten van beweging en rust, uit dit principe gededuceerd, zijn precies dezelfde als die welke men in de natuur waarneemt, we kunnen de toepassing van het principe op alle verschijnselen alleen maar bewonderen. De beweging van de dieren, de vegetatieve groei van de planten ... alles alleen maar het gevolg van het principe; het spektakel van het universum wordt zoveel groter, zoveel mooier, zoveel waardiger aan haar schepper, wanneer men eenmaal weet dat dit kleine aantal wetten, bijzonder wijs vastgesteld, voldoende is om alle bewegingen te verklaren". Deze notie van Maupertuis, hoewel vandaag de dag enigszins deterministisch aandoend, vangt veel van de essentie van de mechanica.
In de toepassing van het principe op de natuurkunde, stelde Maupertuis voor om als grootheid, die geminimaliseerd moest worden, het product van de duur (tijd) van de beweging met de "vis viva" te nemen. De vis viva was het dubbele van wat we nu de kinetische energie van het systeem noemen.

## Voetnoten
1. ↑  (en)  Kline, Morris (1972). Mathematical Thought from Ancient to Modern Times. Oxford University Press, New York. ISBN 0-19-501496-0. p. 579
2. 1 2  (fr)  (en)  P.L.M. de Maupertuis, Accord de différentes lois de la nature qui avaient jusqu'ici paru incompatibles. (1744) Mém. As. Sc. Paris p. 417. (English translation)
3. 1 2  (fr)  (en)  P.L.M. de Maupertuis, Le lois de mouvement et du repos, déduites d'un principe de métaphysique. (1746) Mém. Ac. Berlin, p. 267.(English translation)
4. ↑  (la)  Leonhard Euler, Methodus Inveniendi Lineas Curvas Maximi Minive Proprietate Gaudentes. (1744) Bousquet, Lausanne & Geneva. 320 pages. Herdrukt in Leonhardi Euleri Opera Omnia: Series I vol 24. (1952) C. Cartheodory (ed.) Orell Fuessli, Zurich. Gescande kopie van de gehele tekst op Het Euler-archief, Dartmouth.
5. ↑  (en)  J J O'Connor and E F Robertson, "De Berlijns Academie en vervalsing", (2003), op Het MacTutor archief.
6. ↑  (de) Gerhardt CI. (1898) "Über die vier Briefe von Leibniz, die Samuel König in dem Appel au public, Leide MDCCLIII, veröffentlicht hat", Sitzungsberichte der Königlich Preussischen Akademie der Wissenschaften, I, 419-427.
7. ↑  (de)  Kabitz W. (1913) "Über eine in Gotha aufgefundene Abschrift des von S. König in seinem Streite mit Maupertuis und der Akademie veröffentlichten, seinerzeit für unecht erklärten Leibnizbriefes", Sitzungsberichte der Königlich Preussischen Akademie der Wissenschaften, II, 632-638.
8. ↑  Chris Davis. Idle theory (Onbelaste theorie) (1998)